# دوغلاس كايتانو
دوغلاس كايتانو (6 يناير 1981 بريو دي جانيرو في البرازيل - ) هو لاعب كرة قدم برازيلي في مركز الهجوم. لعب مع رامبلا جونيورز وريال إسبانيا ونادي تيخوانا ونادي ديبورتيفو أوليمبيا وWuhan Optics Valley F.C. ‏ وJuticalpa F.C. ‏ وEsporte Clube São José ‏ وDeportivo Toluca F.C. Reserves and Academy ‏ ونادي نوفو هامبورغو.

## وصلات خارجية
- دوغلاس كايتانو على موقع قاعدة بيانات كرة القدم.إي يو (الإنجليزية)